# Ahmet Örken
Ahmet Örken (ur. 12 marca 1993 w Çumrze) – turecki kolarz szosowy i torowy. Olimpijczyk (2016 i 2020).

## Osiągnięcia

### Kolarstwo szosowe
Opracowano na podstawie:

2010
- 1. miejsce w mistrzostwach Turcji juniorów (jazda indywidualna na czas)
- 1. miejsce w mistrzostwach Turcji juniorów (start wspólny)

2013
- 1. miejsce na 6. etapie Tour du Maroc
- 1. miejsce na 4. i 6. etapie Tour de Serbie

2014
- 1. miejsce w mistrzostwach Turcji (jazda indywidualna na czas)
- 1. miejsce na 9. etapie Tour of Qinghai Lake

2015
- 1. miejsce na 2. etapie Tour du Maroc
- 1. miejsce na 3. etapie Tour of Black Sea
- 3. miejsce w Tour of Ankara
  - 1. miejsce w klasyfikacji górskiej
- 1. miejsce w mistrzostwach Turcji (jazda indywidualna na czas)
- 1. miejsce w Tour of Mevlana
  - 1. miejsce w klasyfikacji punktowej
  - 1. miejsce w prologu oraz 2. i 3. etapie
- 1. miejsce w Tour of Aegean
  - 1. miejsce w prologu i na 1. etapie

2016
- 1. miejsce w mistrzostwach Turcji (jazda indywidualna na czas)
- 2. miejsce w mistrzostwach Turcji (start wspólny)

2017
- 3. miejsce w GP Oued Eddahab
- 1. miejsce w GP Al Massira
- 2. miejsce w International Rhodes Grand Prix
- 1. miejsce na 3. etapie Tour de Serbie
- 1. miejsce w mistrzostwach Turcji (jazda indywidualna na czas)
- 3. miejsce w mistrzostwach Turcji (start wspólny)
- 1. miejsce w klasyfikacji punktowej Tour of Qinghai Lake
  - 1. miejsce na 4. etapie

2018
- 1. miejsce w prologu i na 4. etapie Tour of Mevlana
- 1. miejsce w mistrzostwach Turcji (jazda indywidualna na czas)
- 1. miejsce w klasyfikacji górskiej Tour of Cappadocia
  - 1. miejsce na 1. etapie

2019
- 1. miejsce w klasyfikacji punktowej Tour of Mesopotamia
  - 1. miejsce na 4. etapie
- 1. miejsce w mistrzostwach Turcji (jazda indywidualna na czas)
- 1. miejsce w mistrzostwach Turcji (start wspólny)
- 1. miejsce w Tour of Central Anatolia
  - 1. miejsce na 1. etapie
- 3. miejsce w Grand Prix Erciyes
- 2. miejsce w Tour of Mevlana
  - 1. miejsce na 3. etapie
- 3. miejsce w Fatih Sultan Mehmet Edirne Race
- 1. miejsce w Fatih Sultan Mehmet Kirklareli Race

2020
- 3. miejsce w mistrzostwach Turcji (jazda indywidualna na czas)

2021
- 1. miejsce w mistrzostwach Turcji (jazda indywidualna na czas)
- 3. miejsce w mistrzostwach Turcji (start wspólny)

### Kolarstwo torowe
Opracowano na podstawie:
2011
- 1. miejsce w mistrzostwach Europy juniorów (omnium)

## Rankingi

### Kolarstwo szosowe
| Rok             | 2013 | 2014 | 2015 | 2016 | 2017 | 2018 | 2019 | 2020 | 2021 | 2022  | 2023 | 2024 |
| --------------- | ---- | ---- | ---- | ---- | ---- | ---- | ---- | ---- | ---- | ----- | ---- | ---- |
| World Ranking   |      |      |      | 715. | 226. | 705. | 195. | 963. | 906. | 1455. | 362. | 973. |
| UCI Europe Tour | 523. | 651. | 51.  | 441. | 374. | 417. | 161. | 753. | 694. | 991.  | -    | -    |
| UCI Asia Tour   | 181. | 32.  | 53.  | -    | 142. | -    |      |      |      |       |      |      |
| UCI Africa Tour | 124. | -    | 163. | -    | 20.  | -    |      |      |      |       |      |      |
|                 |      |      |      |      |      |      |      |      |      |       |      |      |
| Źródło: UCI     |      |      |      |      |      |      |      |      |      |       |      |      |